# Parco zoologico di Parigi
Il parco zoologico di Parigi, anche conosciuto come zoo di Vincennes, è un parco faunistico francese di 14,5 ettari situato nel 12º arrondissement di Parigi, a ovest del Bois de Vincennes, dipendente dal Museo nazionale di storia naturale di Francia. Fu progettato nel 1934 a completamento della Ménagerie du Jardin des Plantes per osservare il comportamento degli animali in cattività e la riproduzione di specie in via di estinzione nel loro ambiente nativo.
Il parco è caratterizzato dalla presenza di una grande roccia artificiale alta 65 metri e perciò visibile anche a grande distanza, chiamata le Grand Rocher. Lo zoo è rimasto chiuso dal 30 novembre 2008 al 12 aprile 2014 per interventi di sistemazione e ampliamento, che hanno coinvolto la completa risistemazione dei recinti, che sono stati raggruppati secondo cinque biozone. I lavori hanno avuto l'obiettivo di migliorare il comfort degli animali, la sicurezza dei visitatori e l'interesse museografico, prestando sempre maggiore attenzione al rispetto dell'ambiente.
Lo zoo ospita animali di 245 specie tra vertebrati (mammiferi, uccelli, rettili e anfibi) e invertebrati (artropodi, molluschi). Contiene anche in particolare una serra di 4000 mq che riproduce un ambiente equatoriale.
Membro permanente della European Association of Zoos and Aquaria, è impegnato nella conservazione ex situ e partecipa al programma europeo per le specie minacciate. È anche membro della World Association of Zoos and Aquariums.

## Storia

### Costruzione
Isidore Geoffroy Saint-Hilaire, direttore del Museo Nazionale di Storia Naturale, evidenziò nel 1860 l'utilità di una zona connessa alla Ménagerie du Jardin des Plantes per lo studio del comportamento animale. Il Jardin d'Acclimatation sarebbe potuto essere adatto, ma era stato destinato all'accoglienza degli animali "utili", cioè quelli domestici. Tuttavia il 7 luglio 1860 furono concessi al museo sedici ettari del Bois de Vincennes, antica proprietà della Corona francese appena ceduta alla città di Parigi. Il museo ne fece una riserva vegetale e animale ma il progetto dello zoo fu interrotto per mancanza di fondi. Fu solo nel 1931, in occasione di una mostra coloniale, che su quel terreno fu aperto uno "zoo temporaneo" per mostrare al pubblico gli animali esotici sotto la direzione di Henry Thétard. Una volta chiusa la mostra, si decise di allestire uno zoo permanente in un altro sito nel Bois de Vincennes, nella sede attuale.
Lo zoo fu progettato dall'architetto Charles Letrosne su modello dell'innovativo zoo di Amburgo, dell'architetto Carl Hagenbeck, che prevedeva che gli animali fossero collocati fuori dalle gabbie, in avvallamenti e dossi, in modo che non fossero separati dal pubblico da sbarre, come invece avveniva nei parchi zoologici di più antica concezione. Anche i ricoveri di numerosi animali potevano essere visitati.
Il giardino zoologico fu inaugurato il 2 giugno 1934 dal presidente della Repubblica Francese Albert Lebrun.

### Dal 1932 al 2008

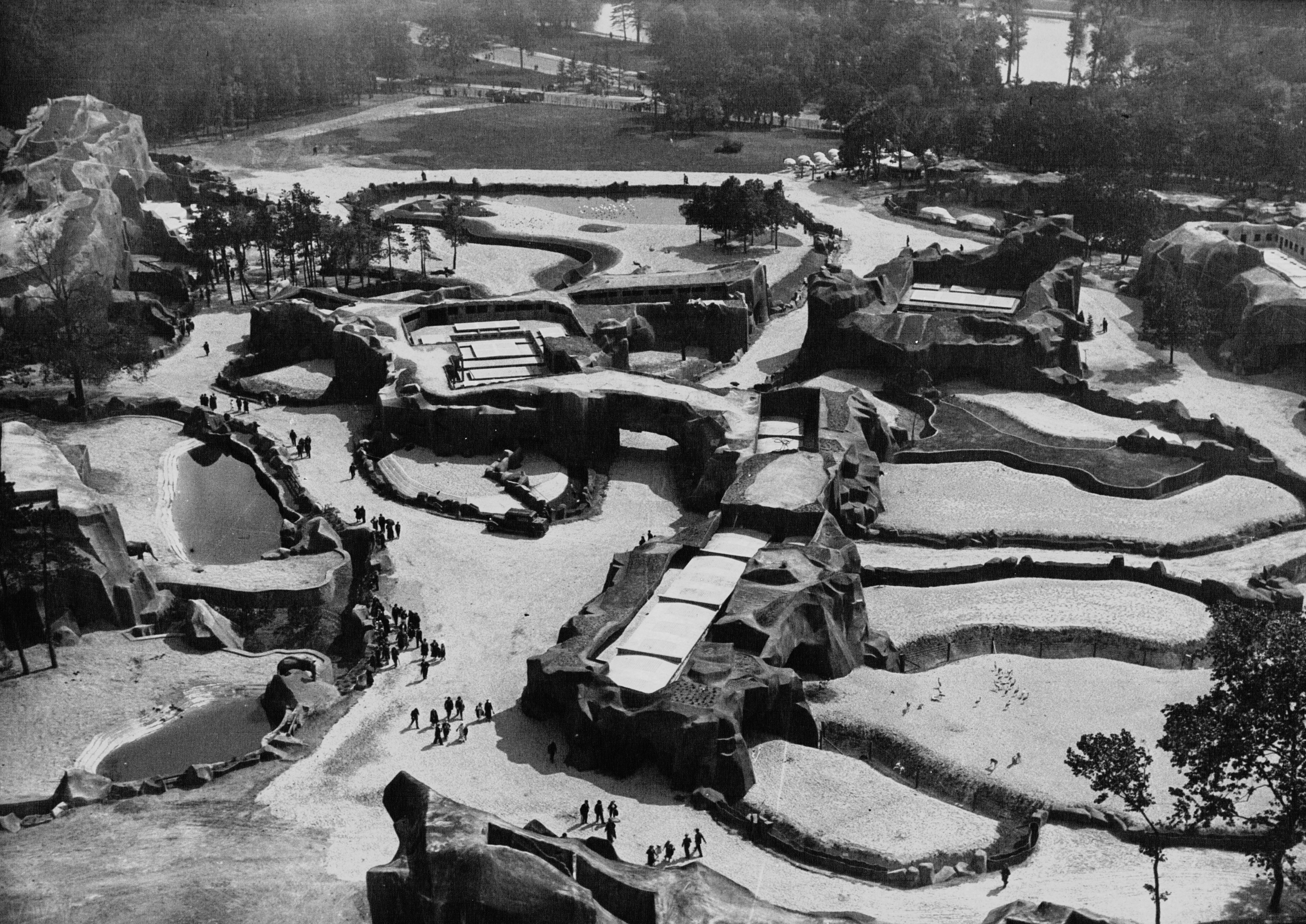
Vista aerea dello zoo nel 1934.

Lo zoo ha ospitato numerose specie animali, soprattutto mammiferi, tra cui l'elefante asiatico, la giraffa del Kordofan e l'okapi, specie a rischio di estinzione in natura, ma anche molti felini, orsi, antilopi e cervi. Accolse anche alcune specie che molto raramente sono allevate in cattività, come il kouprey, l'elefante marino, il rinoceronte indiano e il panda gigante, di cui furono donati due esemplari maschi dal premier cinese Zhou Enlai al presidente francese Georges Pompidou nel 1973; uno di loro sopravvisse fino al 2000, cioè per 27 anni, il che è raro per gli esemplari di questa specie quando sono tenuti in cattività.
Negli anni '80 alcune strutture dello zoo progettate negli anni '30, come i recinti e le rocce artificiali in cemento, iniziarono ad evidenziare segni di degrado, sbriciolandosi. Il Grand Rocher, simbolo del parco, che domina il Bois de Vincennes, rimase chiuso per diversi anni. Esso era stato progettato per ospitare animali alpini, ma conteneva anche due serbatoi di acqua potabile, i ricoveri dei mufloni, le scale per raggiungerne la sommità e l'ascensore all'epoca più veloce d'Europa, con una velocità di 3 m/s. Nel 1993 il governo stanziò dei fondi di emergenza per la sua ristrutturazione; altre strutture, invece, furono chiuse al pubblico all'inizio degli anni 2000, ed alcuni animali furono spostati fuori dallo zoo.
Nei primi anni 2000 si assistette ad un continuo e significativo calo dei visitatori dello zoo. Nel 2004 il deterioramento delle strutture era così avanzato che si rivelarono necessari degli interventi radicali di ristrutturazione. Laurent Lafon, sindaco di Vincennes e consigliere regionale dell'Ile-de-France, istituì il "Movimento di sostegno popolare per lo zoo di Vincennes", raccogliendo migliaia di firme per attirare l'attenzione della politica sulla necessità di rinnovare lo zoo, che rischiava di dover chiudere ragioni di sicurezza. Nel settembre 2004 Lafon sollevò nuovamente la questione del futuro del parco. Nel dicembre 2004, nell'Assemblea nazionale, ci fu un'interrogazione al ministro della Ricerca François d'Aubert riguardo allo zoo.
Poco dopo vennero stanziati 500.000 euro per l'esecuzione di lavori urgenti sulle reti del gas e dell'elettricità e nel recinto delle giraffe. Nel 2005 il governo stanziò un milione di euro per la sistemazione degli animali e per l'accoglienza dei visitatori e ulteriori 1,2 milioni per il recinto dei lemuri e per nuovi animali. Nel novembre 2008 lo zoo fu definitivamente chiuso per lo svolgimento dei lavori di ristrutturazione, che si protrassero per 5 anni e mezzo.
Il costo complessivo dei lavori, iniziati nel primo trimestre del 2007, è stato stimato tra i 120 e 130 milioni di euro, per una spesa complessiva di 167 milioni. Questo piano di ristrutturazione ha portato la struttura ad essere un "punto di riferimento mondiale", come ha affermato Allain Bougrain-Dubourg, presidente del comitato scientifico.

### Dal restauro ad oggi

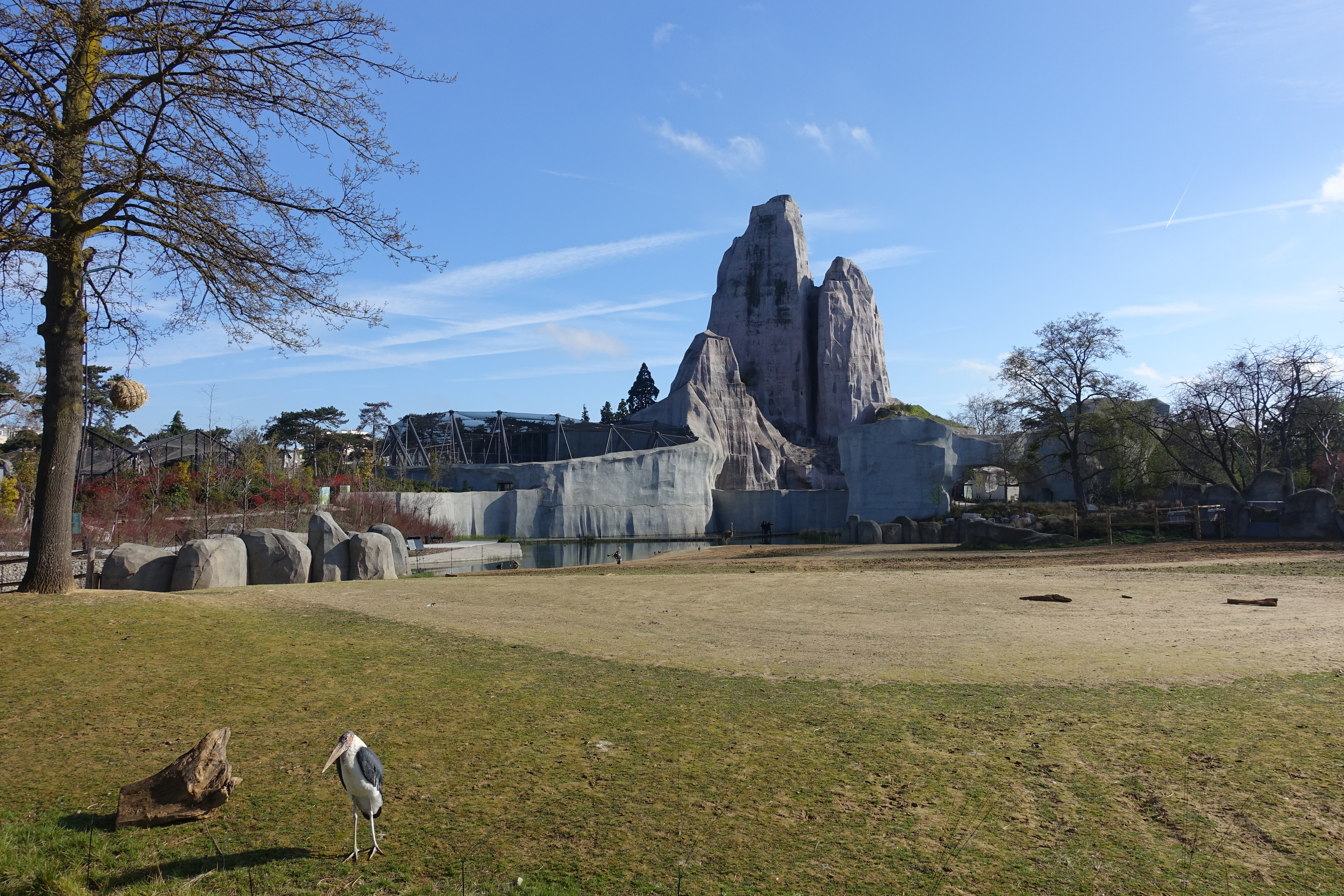
Il Grand Rocher.

Per finanziare il restauro venne istituito un partenariato pubblico-privato: gli investitori privati, principalmente Bouygues Construction e la Cassa di risparmio, fornirono il 94% della somma necessaria, ossia 157 milioni di euro, in cambio di una rendita di 15 milioni di euro all'anno per 25 anni.
Particolare cura è stata prestata allo sviluppo sostenibile e al rispetto delle condizioni degli animali, inserendo questi ultimi nei rispettivi biotopi. L'obiettivo era far sì che gli animali accogliessero i visitatori come ospiti nel proprio ambiente. Lo scopo del nuovo zoo non era più quello di mostrare quanti più animali possibile, ma di migliorare la loro presentazione nel rispettivo biotopo.
Il restauro è durato due anni e mezzo, durante i quali gli animali sono stati spostati all'interno dello zoo o in altri spazi del Museo di storia naturale come il serraglio del Jardin des Plantes, il Centre d'écologie générale de Brunoy, il parco zoologico di Clères e la Riserva zoologica di Haute-Touche a Obterre, o in altri zoo partner (Montpellier, Edimburgo, Dublino, Mosca...).
Lo zoo è stato riaperto al pubblico il 12 aprile 2014 con il nome di Parco zoologico di Parigi e il 2 giugno dello stesso anno ha festeggiato l'ottantesimo anniversario.

## Descrizione

### Biozone
Lo zoo è organizzato in cinque biozone: Patagonia (7 specie animali, 16.570 mq), Sahel-Sudan (44 specie, 45.215 mq), Europa (28 specie, 10.800 mq), Amazzonia-Guyana (67 specie, 12.530 mq), Madagascar (30 specie, 9.655 mq). Altre biozone, riguardanti l'Africa equatoriale e l'Australia, sono in fase di progettazione, mentre l'Asia e l'Oceania sono ospitate nel parco del Jardin des Plantes. Lo zoo comprende anche una serra tropicale di 4000 mq e 16 metri di altezza e una ventina di voliere, tra cui una grande voliera di 2000 mq che simula il delta di un fiume africano e un'altra che ospita i rapaci.
Alla riapertura il parco ospitava 1000 animali di 180 specie, tra cui 74 specie di uccelli, 42 di mammiferi, 21 di rettili, 17 di anfibi, 15 di pesci e 11 di insetti e aracnidi; In seguito il numero di animali è aumentato a 2000 unità.

### Strutture
I nuovi edifici sono stati progettati dallo studio di Bernard Tschumi e l'ambiente è stato curato dalla paesaggista Jacqueline Osty. Il restauro ha consentito la conservazione di 797 alberi, la metà di quelli presenti nel parco; successivamente sono state installate 171.000 piante di 870 specie, di cui 3800 in serra e 2258 all'esterno, con un aumento del 40% dell'area verde. Il percorso di 4,2 km è arricchito da etichette e pannelli esplicativi e punti di ritrovo in cui delle guide esplicano le procedure di alimentazione degli animali, soprattutto i grandi carnivori. All'uscita da ogni biozona sono presenti chioschi e strutture leggere e aperte che offrono contenuti aggiuntivi sulla vita quotidiana dello zoo e sul lavoro di ricerca e conservazione utilizzando schermi video, tavoli tattili e supporti informativi che integrano anche attività ludiche ed educative, il cui intento è sensibilizzare i visitatori al rispetto dell'ambiente e alla tutela della biodiversità. Il percorso termina al punto di partenza con una libreria e negozio di souvenir. È presente anche una sala da 100 posti per seminari e conferenze. Il parco dispone di due ristoranti, uno situato nell'edificio d'ingresso, l'altro nell'edificio con terrazza che si affaccia sulla zona del Sahel-Sudan e sul Grand Rocher. Lungo il percorso sono inoltre presenti quattro punti di ristoro e un'area pic-nic.

### Conservazione
Nel 2019 il parco zoologico di Parigi partecipava a 56 programmi di allevamento europei e registri genealogici europei, che coprono un quarto delle specie nel parco, prestando particolare attenzione ai lemuri, per i quali lo zoo porta avanti un programma di riproduzione di cinque specie gravemente minacciate ed è un riferimento mondiale sin dagli anni '90. Il Museo di storia naturale svolge infatti attività in dieci riserve del Madagascar, in particolare la riserva forestale di Antrema e l'area protetta della comunità Sakalava. Il parco partecipa inoltre al programma di reintroduzione del lamantino in Guadalupa, nella baia di Grande Anse, fornendo supporto scientifico agli scienziati locali, e al lavoro di conservazione del puma della Patagonia.
La clinica veterinaria all'interno del parco è una vera e propria struttura ospedaliera per la cura degli animali dello zoo. Occupa una superficie di 250 mq e contiene un'area di trattamento (chirurgia, imaging), un'area di ricovero e un'area di analisi. Il parco dispone di cinque cucine, la principale delle quali è occupata principalmente da aree di stoccaggio, tra cui otto celle frigorifere per carne, pesce, verdure e una cella frigorifera con una vasca in cui vengono conservati i bambù per i lemuri.
In qualità di membro dell'Associazione europea degli zoo e degli acquari (EAZA), lo zoo è coordinatore di cinque programmi europei per le specie minacciate di estinzione (EEP): il prolemure dal naso largo, la varecia variegata subcincta, il sifaka coronato, il babbuino della Guinea e la lontra europea. Lo zoo è anche membro della World Association of Zoos and Aquariums (WAZA).